# 拉馬尼
拉馬尼（西班牙語：Lamaní），是洪都拉斯的城鎮，位於該國中西部，由科馬亞瓜省負責管轄，面積309平方公里，海拔高度766米，2001年人口4,959，人口密度每平方公里16.05人。